# Edward Winter
Edward Winter é um jornalista, arquivista, historiador, colecionador e autor britânico sobre o enxadrismo. Escreve regularmente sobre o assunto na coluna Chess Notes e é um colunista regular do site ChessBase. Hans Ree escreveu, "Winter é apenas um severo supervisor da literatura do xadrez. Cada escritor do xadrez na língua inglesa sabe: quando cometer um engano em uma data, deixar escapar um mate em uma análise, ou pecar contra o Rei inglês, será punido por Winter, cujo olhos veem tudo."

## Publicações
- Chess Facts and Fables (2006) ISBN 0-7864-2310-2
- A Chess Omnibus (2003) ISBN 1-888690-17-8
- Kings, Commoners and Knaves: Further Chess Explorations (1999) ISBN 1-888690-04-6
- Chess Explorations (1996) ISBN 1-85744-171-0
- CAPABLANCA A Compendium of Games, Notes, Articles, Correspondence, Illustrations and Other Rare Archival Materials on the Cuban Chess Genius José Raúl Capablanca, 1888-1942 (1989) ISBN 0-89950-455-8
- World Chess Champions (1981) ISBN 0-08-024094-1